# Republica Justă
Republica Justă (în rusă Справедли́вая Респýблика) este un partid politic de stânga din Transnistria. Liderul partidului este Iuri Gervasiuc. 